# Prostitución en Malí
La prostitución en Malí es legal, pero las actividades de terceros, como el proxenetismo, son ilegales. La prostitución es común en las ciudades malienses. ONUSIDA estimó que había más de 36 000 prostitutas en el país. La actividad va en aumento, recurriendo muchas mujeres a la prostitución a causa de la pobreza.
En la capital del país, Bamako, muchas prostitutas proceden de Nigeria. y otros países de África Occidental. En julio y agosto hay una afluencia de estudiantes de diversas zonas de África Occidental que trabajan como prostitutas durante las vacaciones de verano. También hay muchos bares chinos en el país donde se ejerce la prostitución. Se calcula que las trabajadoras del sexo chinas envían anualmente a China 2 000 millones de francos CFA. Muchas prostitutas nigerianas trabajan en los alrededores de la mina de oro de Morila.
A principios de 2012, grupos rebeldes y extremistas islámicos ocuparon el norte de Malí, lo que provocó el envío al país de la Misión Multidimensional Integrada de Estabilización de las Naciones Unidas en Malí (Minusma). La afluencia de personal militar provocó un aumento de la demanda de prostitución. En la región de Gao, prostitutas de Burkina Faso, Níger, Costa de Marfil y Camerún llegaron a la zona para atender las necesidades del personal de la ONU.
Las ciudades de Bamako, Kayes, Segú, Mopti, Tombuctú, Gao y Sikasso tienen problemas con la prostitución de adolescentes y el turismo sexual.

## Tráfico sexual
Malí es país de origen, tránsito y destino de mujeres y niños víctimas de la trata con fines sexuales. La trata interna es más frecuente que la transnacional; mujeres y niñas de otros países de África Occidental, sobre todo de Nigeria, son explotadas en la prostitución y el tráfico sexual en todo Malí. Las autoridades nigerianas calculan que más de 5 000 niñas nigerianas son víctimas del tráfico sexual. Algunos miembros de la comunidad negra tuareg de Malí están sometidos a prácticas de esclavitud arraigadas en relaciones tradicionales de servidumbre hereditaria, y los informes indican que está empeorando. 
Otros africanos que transitan de Malí a Europa, principalmente a través de Argelia y Libia y en menor medida a través de Mauritania, son vulnerables a la trata. Los traficantes nigerianos reclutan fraudulentamente a mujeres y niñas nigerianas con la promesa de llevarlas a Europa, pero las explotan en el tráfico sexual en Malí. Las mujeres y niñas malienses son víctimas del tráfico sexual en Gabón, Libia, Líbano y Túnez.
La Misión Multidimensional Integrada de Estabilización de las Naciones Unidas en Malí (Minusma) investigó 23 casos de violencia sexual relacionada con el conflicto, incluida la prostitución forzada y la esclavitud sexual, en Gao, Tombuctú, Kidal y un campo de refugiados en Mauritania en 2016. La Minusma investigó a cuatro miembros de GATIA, a tres miembros de las Fuerzas de Defensa y Seguridad de Malí (MDSF) y a civiles en estos casos, aunque no informó de ningún procesamiento o condena por delitos de trata.
La Ley 2012-023 relativa a la lucha contra la trata de personas y prácticas similares tipifica como delito todas las formas de trata de adultos y niños. La ley prescribe penas de cinco a diez años de prisión, y un máximo de 20 años de prisión para los casos en que concurran circunstancias agravantes.
La Oficina de Vigilancia y Lucha contra la Trata de Personas del Departamento de Estado de los Estados Unidos clasificó en 2023 a Malí como país de "nivel 2".